# Stazione di Canelli
Stazione di Canelli vasútállomás Olaszországban, Canelli településen.

## Vasútvonalak
Az állomást az alábbi vasútvonalak érintik:
- Alessandria–Cavallermaggiore-vasútvonal

## Kapcsolódó állomások
A vasútállomáshoz az alábbi állomások vannak a legközelebb:
- Calamandrana railway halt
- Stazione di Santo Stefano Belbo